# Ducy-Sainte-Marguerite
Ducy-Sainte-Marguerite est une commune française située dans le département du Calvados en région Normandie, peuplée de 178 habitants.

## Géographie

### Hydrographie
La commune est située dans le bassin Seine-Normandie. Elle est drainée par la Seulles et divers autres petits cours d'eau,.
La Seulles, d'une longueur de 72 km, prend sa source dans la commune de Dialan sur Chaîne et se jette  dans la baie de Seine à Courseulles-sur-Mer, après avoir traversé 31 communes. 

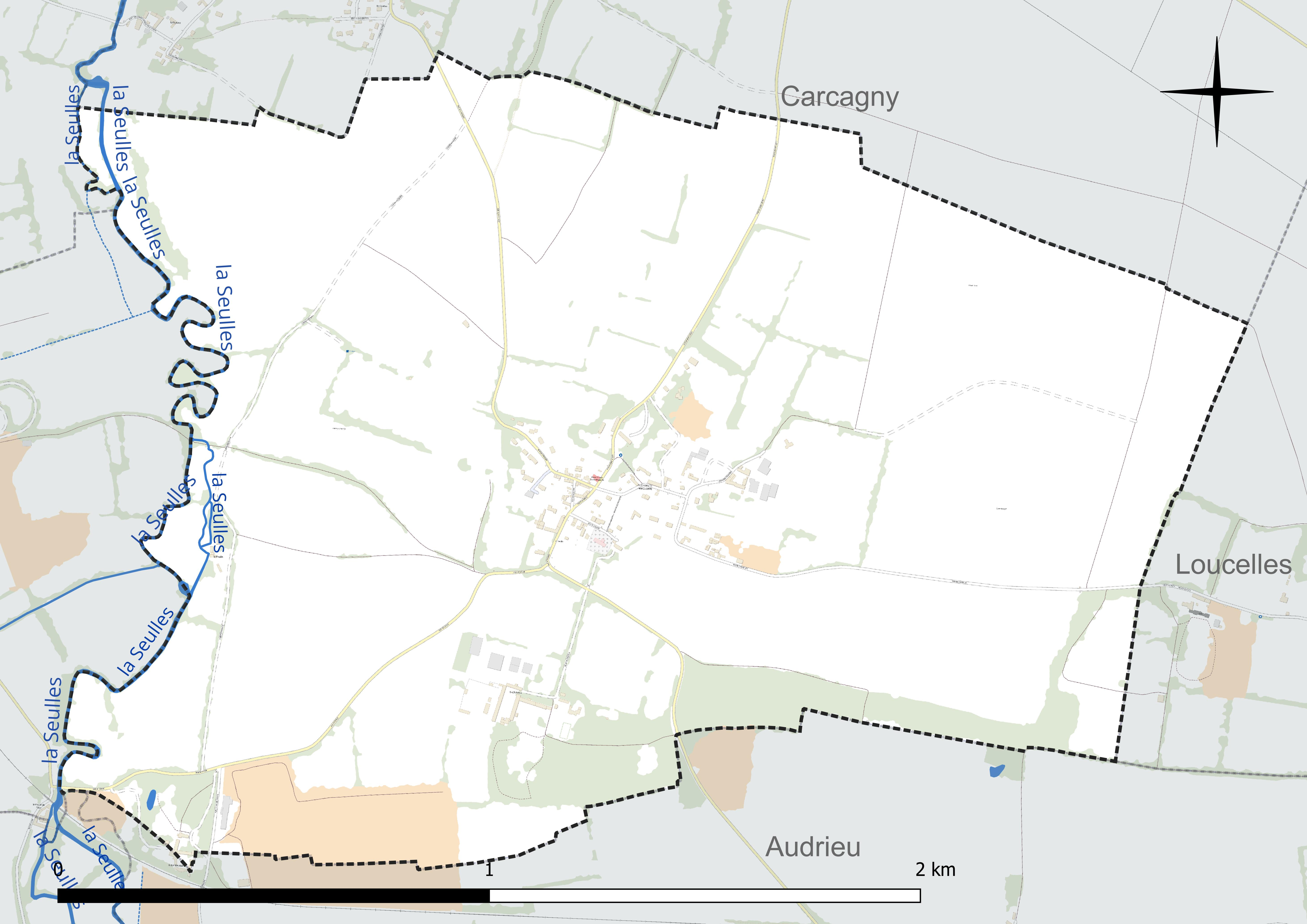
Réseau hydrographique de Ducy-Sainte-Marguerite.

### Climat
Pour des articles plus généraux, voir Climat de la Normandie et Climat du Calvados.
En 2010, le climat de la commune est de type climat océanique altéré, selon une étude du CNRS s'appuyant sur une série de données couvrant la période 1971-2000. En 2020, Météo-France publie une typologie des climats de la France métropolitaine dans laquelle la commune est exposée à un climat océanique et est dans la région climatique Normandie (Cotentin, Orne), caractérisée par une pluviométrie relativement élevée (850 mm/a) et un été frais (15,5 °C) et venté. Parallèlement le GIEC normand, un groupe régional d'experts sur le climat, différencie quant à lui, dans une étude de 2020, trois grands types de climats pour la région Normandie, nuancés à une échelle plus fine par les facteurs géographiques locaux. La commune est, selon ce zonage, exposée à un « climat des plateaux abrités », correspondant à la plaine agricole de Caen à Falaise, sous le vent des collines de Normandie et proche de la mer, se caractérisant par une pluviométrie et des contraintes thermiques modérées.
Pour la période 1971-2000, la température annuelle moyenne est de 10,5 °C, avec une amplitude thermique annuelle de 11,8 °C. Le cumul annuel moyen de précipitations est de 782 mm, avec 12,6 jours de précipitations en janvier et 7,7 jours en juillet. Pour la période 1991-2020, la température moyenne annuelle observée sur la station météorologique la plus proche, située sur la commune de Carpiquet à 13 km à vol d'oiseau, est de 11,5 °C et le cumul annuel moyen de précipitations est de 740,3 mm,. Pour l'avenir, les paramètres climatiques de la commune estimés pour 2050 selon différents scénarios d'émission de gaz à effet de serre sont consultables sur un site dédié publié par Météo-France en novembre 2022.

## Urbanisme

### Typologie
Au 1er janvier 2024, Ducy-Sainte-Marguerite est catégorisée commune rurale à habitat très dispersé, selon la nouvelle grille communale de densité à 7 niveaux définie par l'Insee en 2022.
Elle est située hors unité urbaine.
Par ailleurs la commune fait partie de l'aire d'attraction de Caen, dont elle est une commune de la couronne,. Cette aire, qui regroupe 296 communes, est catégorisée dans les aires de 200 000 à moins de 700 000 habitants,.

### Occupation des sols

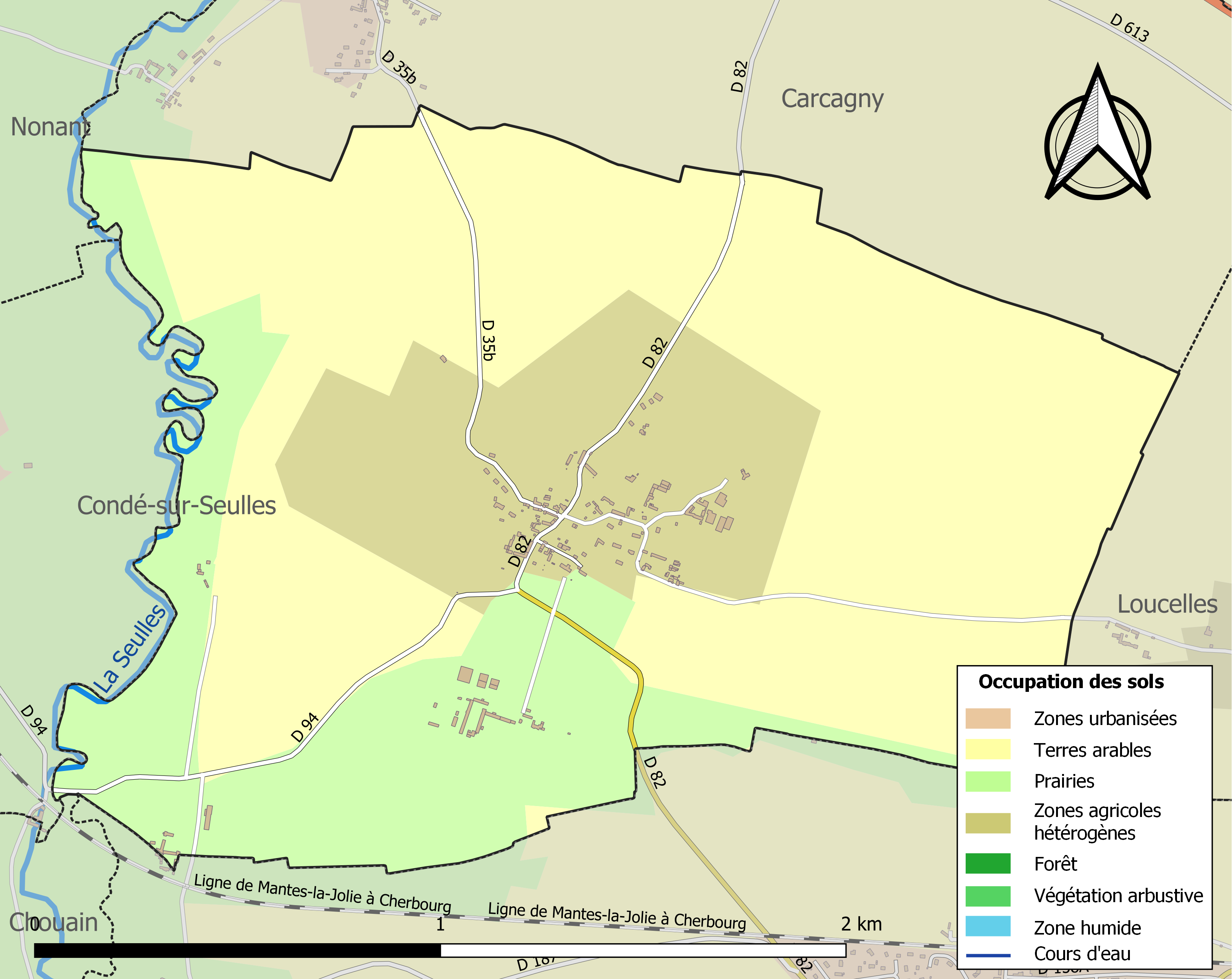
Carte des infrastructures et de l'occupation des sols de la commune en 2018 (CLC).

L'occupation des sols de la commune, telle qu'elle ressort de la base de données européenne d'occupation biophysique des sols Corine Land Cover (CLC), est marquée par l'importance des territoires agricoles (100 % en 2018), une proportion identique à celle de 1990 (100 %).
La répartition détaillée en 2018 est la suivante : terres arables (56,7 %), prairies (24,2 %), zones agricoles hétérogènes (19,1 %).
L'évolution de l'occupation des sols de la commune et de ses infrastructures peut être observée sur les différentes représentations cartographiques du territoire : la carte de Cassini (XVIIIe siècle), la carte d'état-major (1820-1866) et les cartes ou photos aériennes de l'IGN pour la période actuelle (1950 à aujourd'hui).

## Toponymie
Le nom de la localité est attesté sous la forme Duxeium en 1082 (cartulaire de la Trinité), Duxehium en 1279 (cartulaire de la Trinité), Duxi en 1325 (charte de Saint-Étienne), Dussy en 1371, Duxis en 1637.
Le nom de la commune provient d'une part du nom de la paroisse et d'autre part de la présence de l'église Sainte-Marguerite.

## Histoire

### Moyen Âge
Au XIIe siècle, l'évêque de Bayeux possédait à Louvières un fief de chevalier qui avait une extension sur Ducy comme révélé dans l'enquête de 1133 sur les fiefs de l'évêché de Bayeux. Le registre des fiefs de Philippe Auguste, rédigé, après la conquête de Normandie, entre 1204 et 1212, nous indique que le fief de Louvières et Ducy est la possession de Guillaume de Vierville.

## Politique et administration

### Circonscriptions électorales
Le 1er janvier 2017, la commune passe de l'arrondissement de Caen à celui de Bayeux.

### Liste des maires

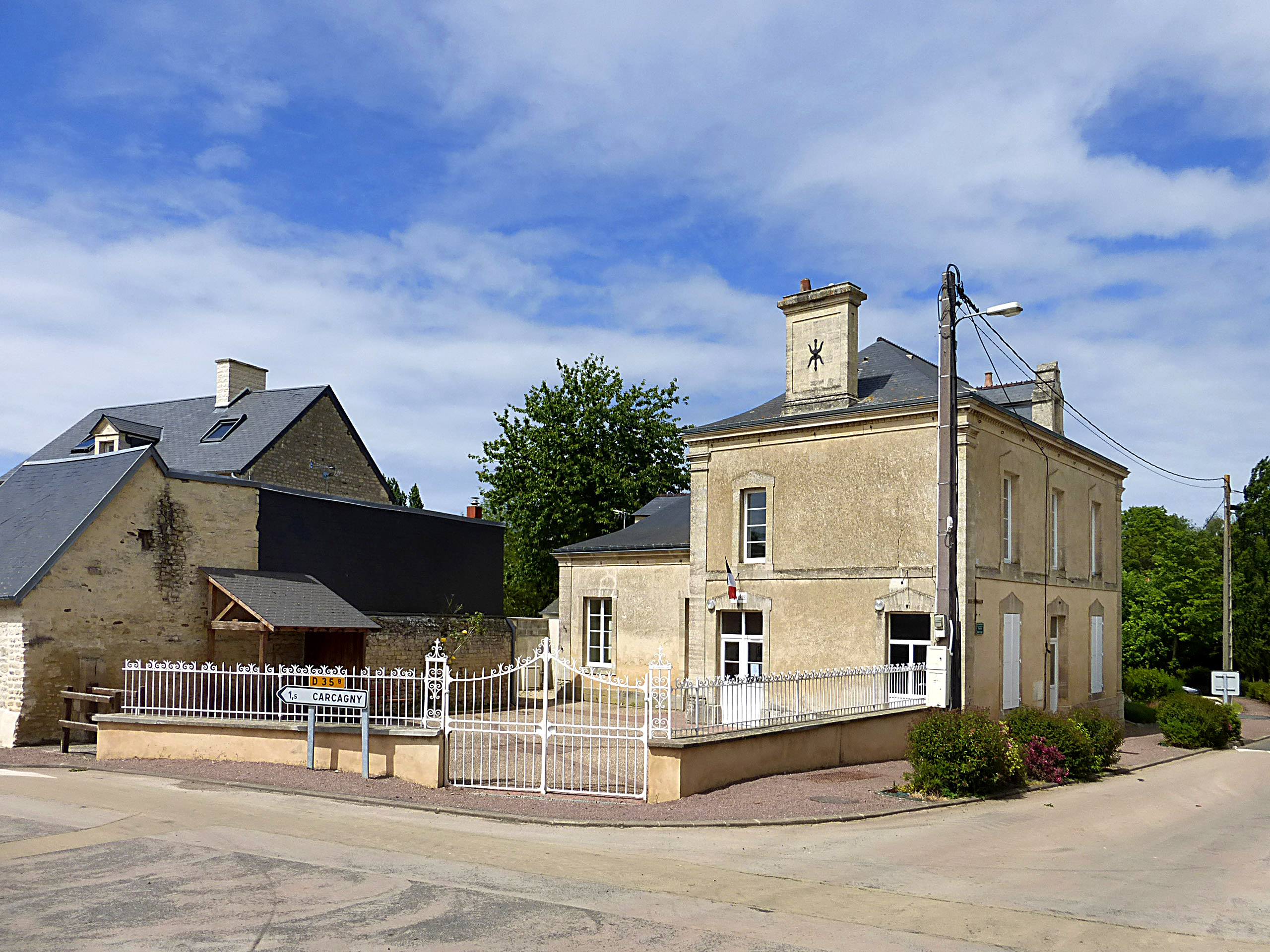
La mairie.

| Période                                  | Période   | Identité        | Étiquette | Qualité |
| ---------------------------------------- | --------- | --------------- | --------- | ------- |
| avant 1988                               | mars 2001 | Daniel Marie    |           |         |
| mars 2001                                | 2020      | René Pétrich    |           |         |
| 2020                                     | En cours  | Daniel Lemoussu | SE        |         |
| Les données manquantes sont à compléter. |           |                 |           |         |

## Démographie
L'évolution du nombre d'habitants est connue à travers les recensements de la population effectués dans la commune depuis 1793. Pour les communes de moins de 10 000 habitants, une enquête de recensement portant sur toute la population est réalisée tous les cinq ans, les populations de référence des années intermédiaires étant quant à elles estimées par interpolation ou extrapolation. Pour la commune, le premier recensement exhaustif entrant dans le cadre du nouveau dispositif a été réalisé en 2006.
En 2022, la commune comptait 178 habitants, en évolution de +12,66 % par rapport à 2016 (Calvados : +1,58 %, France hors Mayotte : +2,11 %).
| 1793 | 1800 | 1806 | 1821 | 1831 | 1836 | 1841 | 1846 | 1851 |
| ---- | ---- | ---- | ---- | ---- | ---- | ---- | ---- | ---- |
| 362  | 252  | 270  | 269  | 276  | 266  | 262  | 246  | 254  |

| 1856 | 1861 | 1866 | 1872 | 1876 | 1881 | 1886 | 1891 | 1896 |
| ---- | ---- | ---- | ---- | ---- | ---- | ---- | ---- | ---- |
| 243  | 240  | 232  | 206  | 202  | 231  | 218  | 193  | 159  |

| 1901 | 1906 | 1911 | 1921 | 1926 | 1931 | 1936 | 1946 | 1954 |
| ---- | ---- | ---- | ---- | ---- | ---- | ---- | ---- | ---- |
| 185  | 175  | 154  | 138  | 148  | 148  | 144  | 137  | 136  |

| 1962 | 1968 | 1975 | 1982 | 1990 | 1999 | 2006 | 2011 | 2016 |
| ---- | ---- | ---- | ---- | ---- | ---- | ---- | ---- | ---- |
| 129  | 166  | 153  | 148  | 145  | 144  | 144  | 141  | 158  |

| 2021 | 2022 | - | - | - | - | - | - | - |
| ---- | ---- | - | - | - | - | - | - | - |
| 175  | 178  | - | - | - | - | - | - | - |

## Culture locale et patrimoine

### Lieux et monuments
- Église Sainte-Marguerite entièrement protégée au titre des monuments historiques[25].
- Lavoir du XIXe siècle.

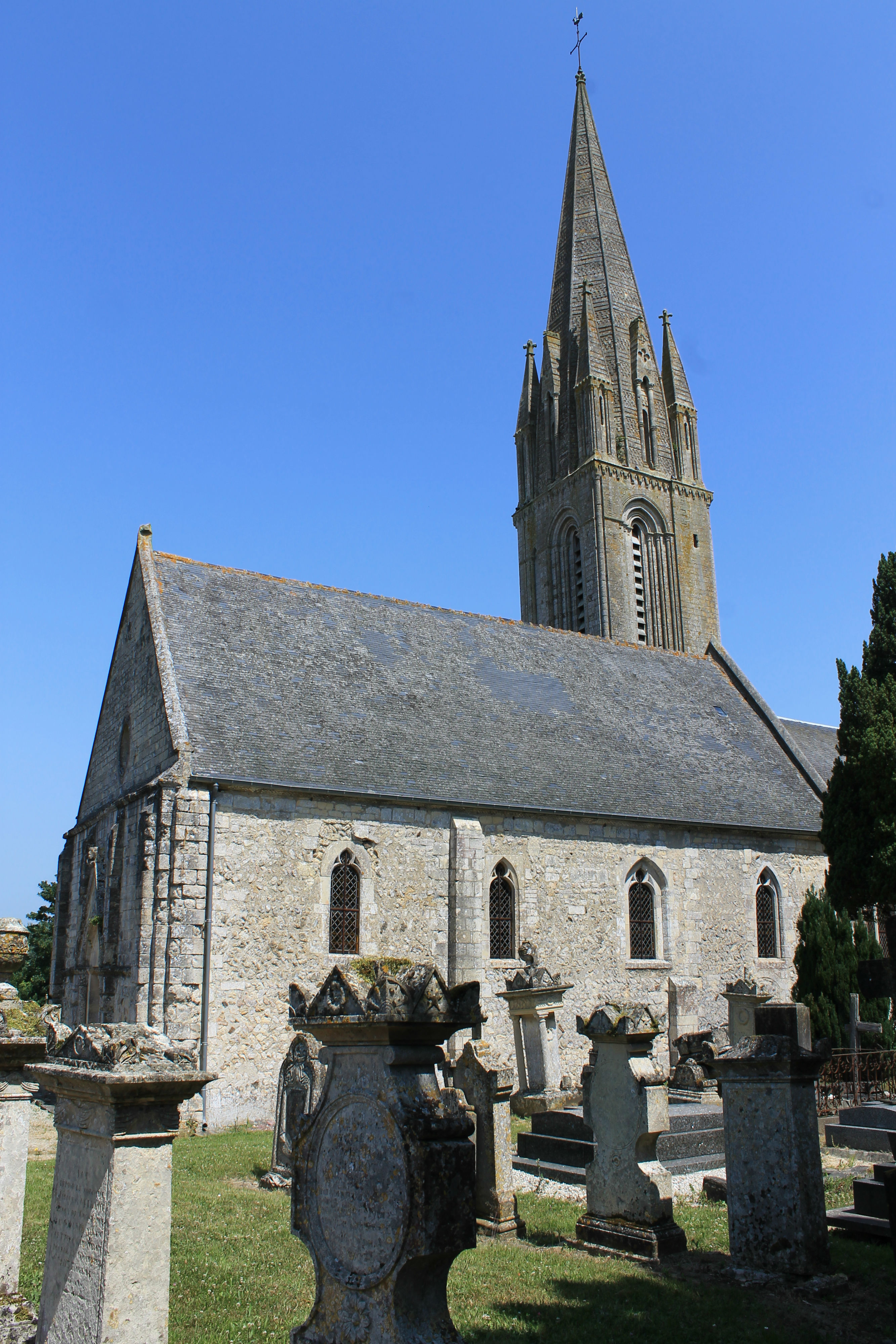
L'église Sainte-Marguerite.
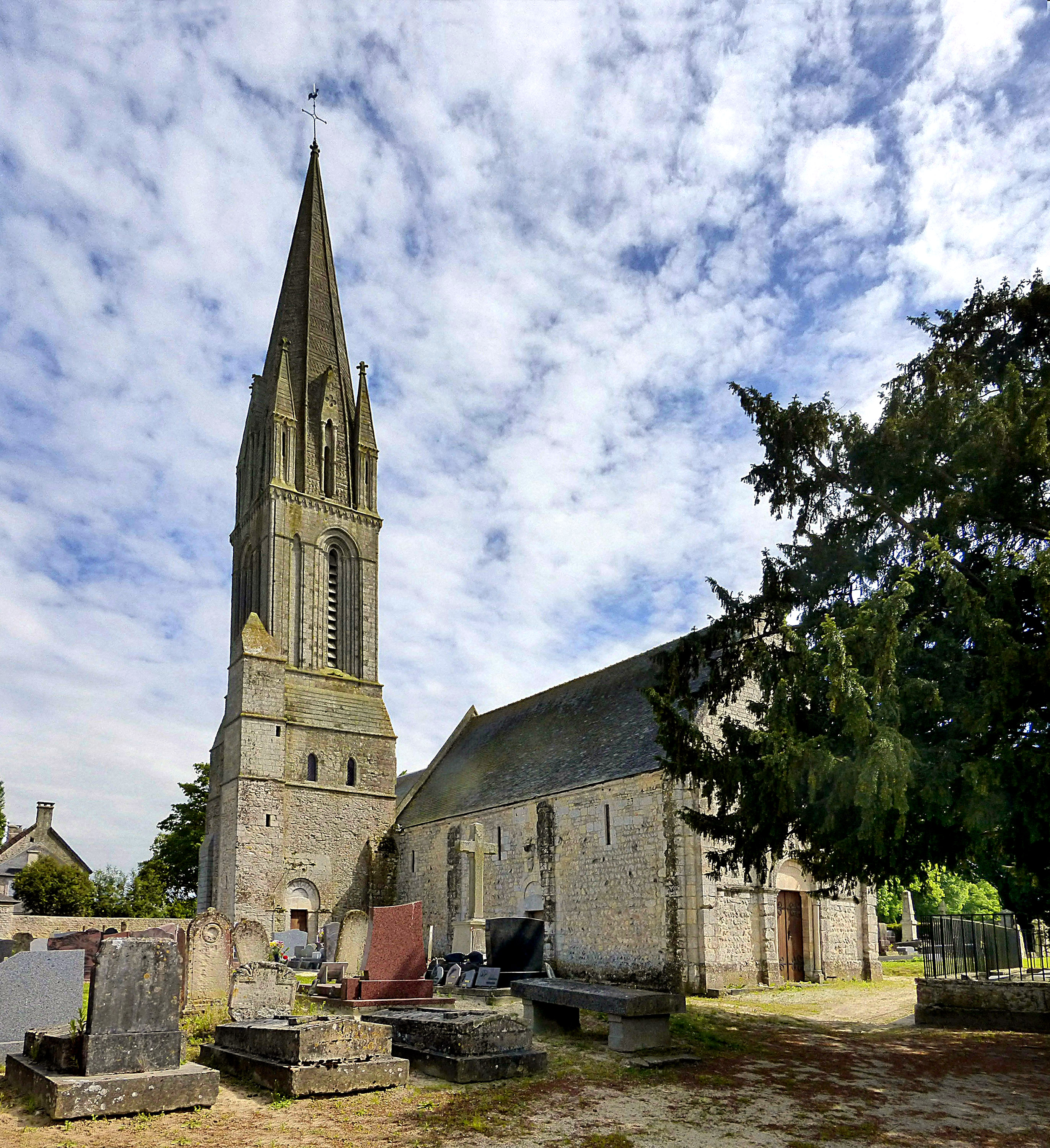
L'église Sainte-Marguerite.
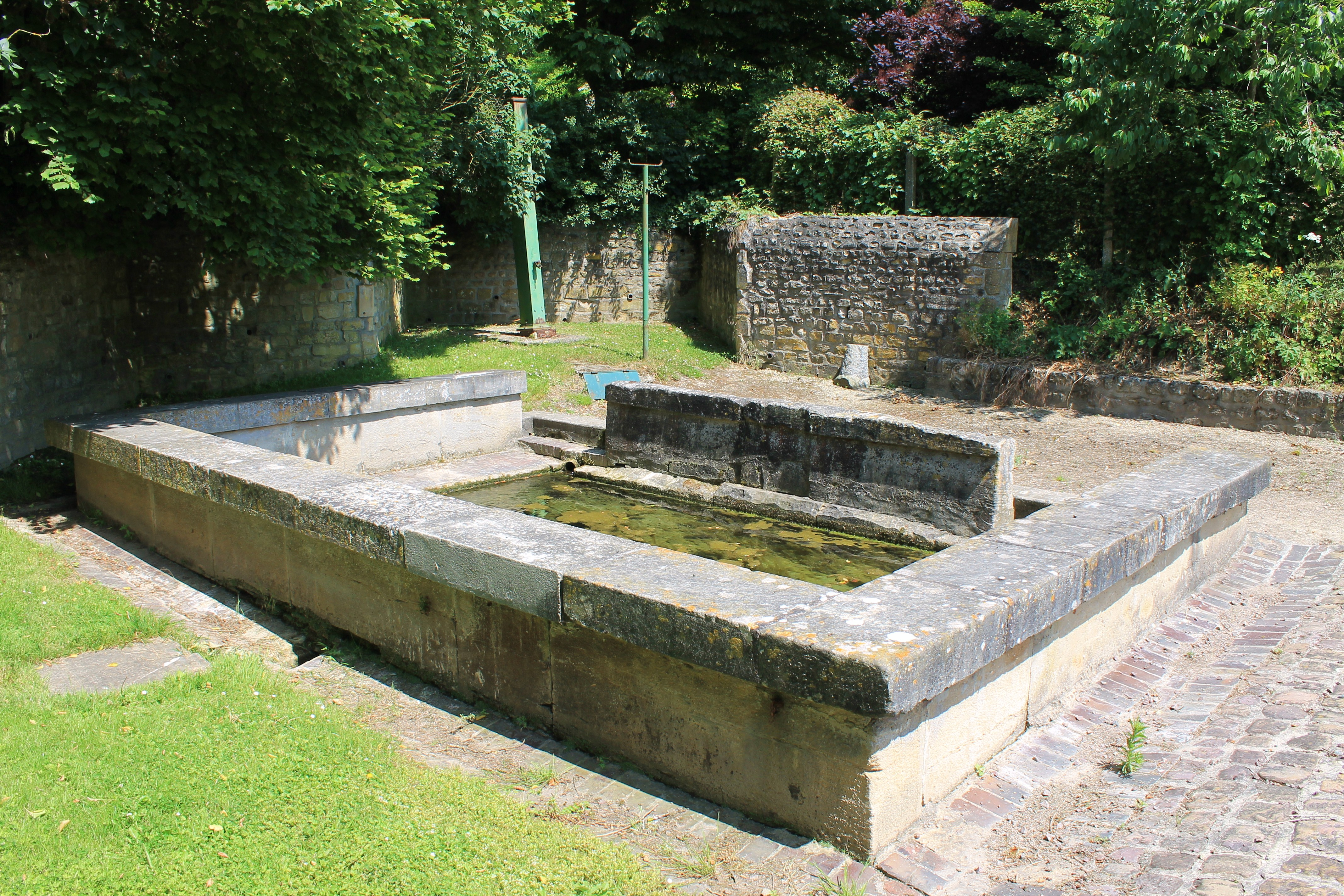
Le lavoir.
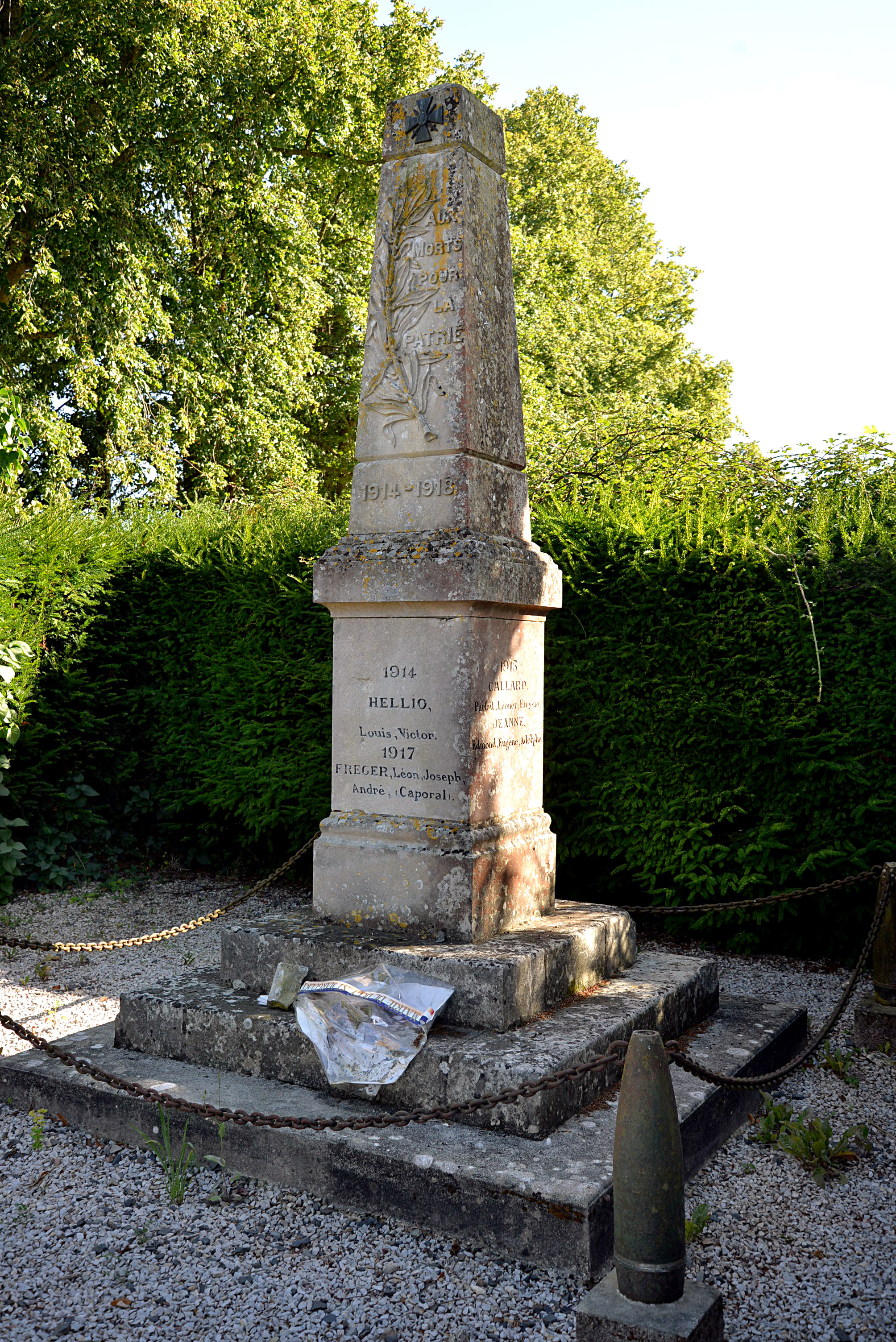
Le monument aux morts.